# Parafia Podwyższenia Krzyża Świętego w Trzcińcu
Parafia Podwyższenia Krzyża Świętego w Trzcińcu – parafia rzymskokatolicka znajdująca się w diecezji kieleckiej, w dekanacie sędziszowskim.